# Лапазька сільська рада
Лапа́зька сільська рада (рос. Лапазский сельский совет) — сільське поселення у складі Новосергієвського району Оренбурзької області Росії.
Адміністративний центр — село Лапаз.

## Населення
Населення — 1005 осіб (2019; 1106 в 2010, 1114 у 2002).

## Склад
До складу сільської ради входять:
| Населений пункт      | Населення, осіб (2002) | Населення, осіб (2010) |
| -------------------- | ---------------------- | ---------------------- |
| Варшавка, село       | 162                    | 155                    |
| Лапаз, село          | 497                    | 503                    |
| Новокінделька, село  | 293                    | 318                    |
| Новородниковка, село | 162                    | 130                    |